# Cho Seong-ju

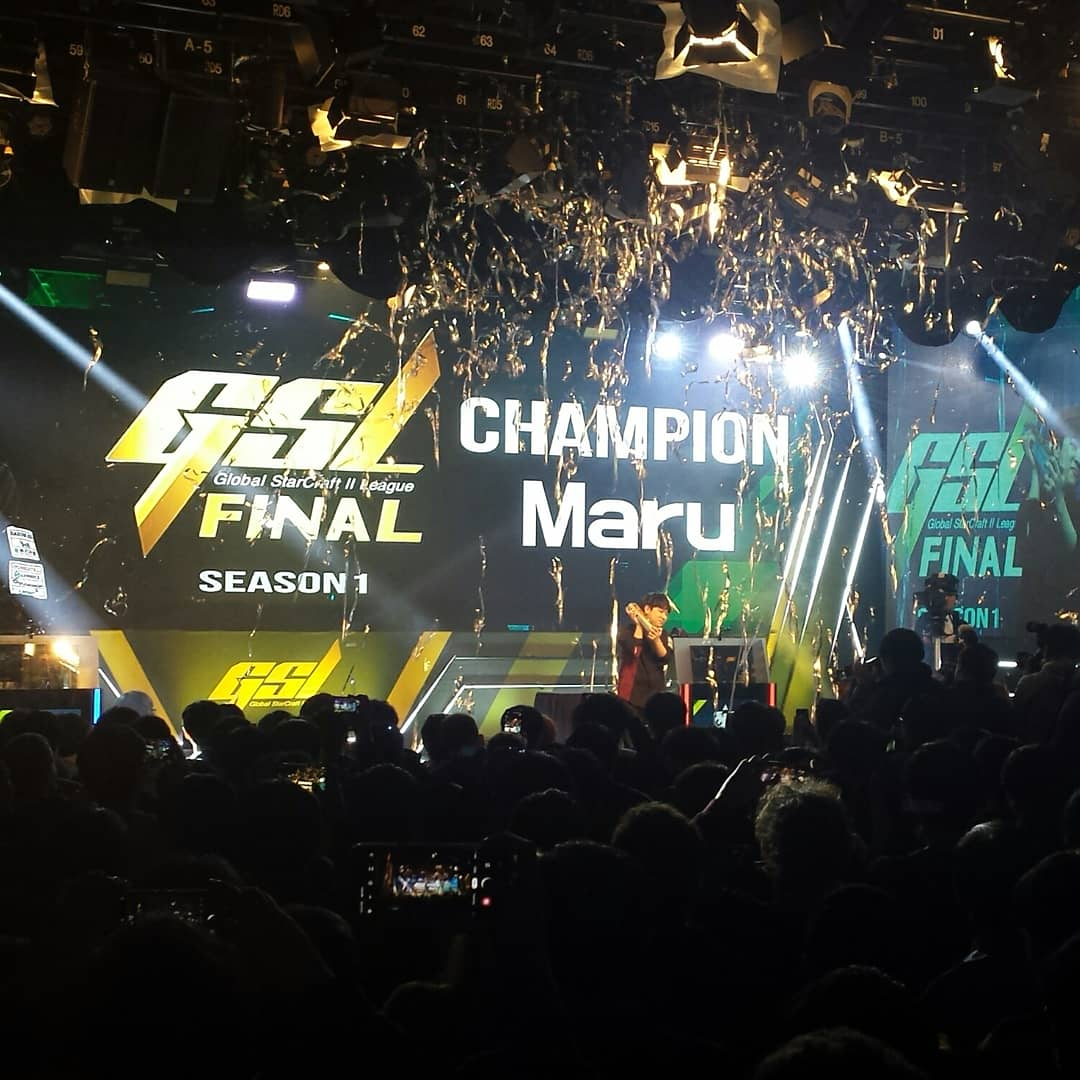
Maru nach seinem vierten GSL-Titel (2019)

Cho „Maru“ Seong-ju (* 28. Juli 1997) ist ein südkoreanischer E-Sportler in dem Computerspiel StarCraft 2. Mit über einer Million US-Dollar kumuliertem Karrierepreisgeld und acht GSL-Titeln (Stand: April 2024) gehört er zu den erfolgreichsten Spielern überhaupt in dieser Disziplin.

## Werdegang
Cho Seong-jus professionelle Karriere begann kurz nach der Veröffentlichung von StarCraft 2. Im Alter von nur 13 Jahren belegte er bei der GSL Open Season 1 im Oktober 2010 (der ersten Auflage der Global StarCraft II League) einen Platz unter den besten 32. Seinen ersten großen Einzel-Turniergewinn erzielte er 2013 bei der StarCraft II World Championship Series. 
2018 gelang es ihm alle drei GSL-Turniere des Jahres zu gewinnen, eine Leistung die kein Spieler vor oder nach ihm erzielte. Zudem errang er 2018 den mit 200.000 US-Dollar dotierten Turniersieg bei den World Electronic Sports Games, nachdem er dort im Vorjahr noch im Finale seinem Landsmann Jun „TY“ Tae-yang unterlag. Darüber hinaus gewann er Gold bei den Asienspielen 2018, bei denen StarCraft 2 als eine von mehreren E-Sport-Disziplinen als Demonstrationssportart vertreten war. 
Mit seinem fünften GSL-Sieg 2022 wurde er alleiniger Rekordsieger bei diesem Turnier.

## Große Turnier-Erfolge in SC2
| Jahr      | Turnier                              | Platz       | Preisgeld    |
| --------- | ------------------------------------ | ----------- | ------------ |
| Aug. 2013 | WCS Saison 2 2013                    | 1. Platz    | 20.000 $     |
| März 2015 | SSL Season 1 2015                    | 1. Platz    | ~37.000 $    |
| Jan. 2017 | WESG Finals 2016                     | 2. Platz    | 100.000 $    |
| März 2018 | IEM World Championship Katowice 2018 | 3./4. Platz | 25.600 $     |
| März 2018 | WESG Finals 2017                     | 1. Platz    | 200.000 $    |
| März 2018 | GSL Saison 1 2018                    | 1. Platz    | ~37.000 $    |
| Jun. 2018 | GSL Saison 2 2018                    | 1. Platz    | ~37.000 $    |
| Aug. 2018 | Asienspiele 2018                     | 1. Platz    | Goldmedaille |
| Sep. 2018 | GSL Saison 3 2018                    | 1. Platz    | ~37.000 $    |
| Apr. 2019 | GSL Saison 1 2019                    | 1. Platz    | ~27.000 $    |
| März 2020 | IEM World Championship Katowice 2020 | 3./4. Platz | 25.800 $     |
| Okt. 2022 | GSL Saison 3 2022                    | 1. Platz    | 30.000 $     |
| Feb. 2023 | IEM World Championship Katowice 2023 | 2. Platz    | 72.200 $     |
| Mai 2023  | GSL Saison 1 2023                    | 1. Platz    | ~7.600 $     |
| Jul. 2023 | GSL Saison 2 2023                    | 1. Platz    | ~7.800 $     |